# Liste de compositeurs azéris
 (décembre 2018).
Si vous disposez d'ouvrages ou d'articles de référence ou si vous connaissez des sites web de qualité traitant du thème abordé ici, merci de compléter l'article en donnant les références utiles à sa vérifiabilité et en les liant à la section « Notes et références ».
Cet article est une liste de compositeurs azéris. Ils sont présentés par année de naissance.

## Liste
- Üzeyir Hacıbəyov (1885–1948)
- André Hossein (1905–1983)
- Said Rustamov (1907–1983)
- Gara Garayev (1918–1982)
- Fikret Amirov (1922–1984)
- Rafiq Babayev (1936–1994)
- Vagif Mustafazadeh (1940–1979)
- Franghiz Ali-Zadeh (1947–)
- Amina Figarova (1966–)
- Aziza Mustafa Zadeh (1969–)